# Motor Vulcan V6 de Ford

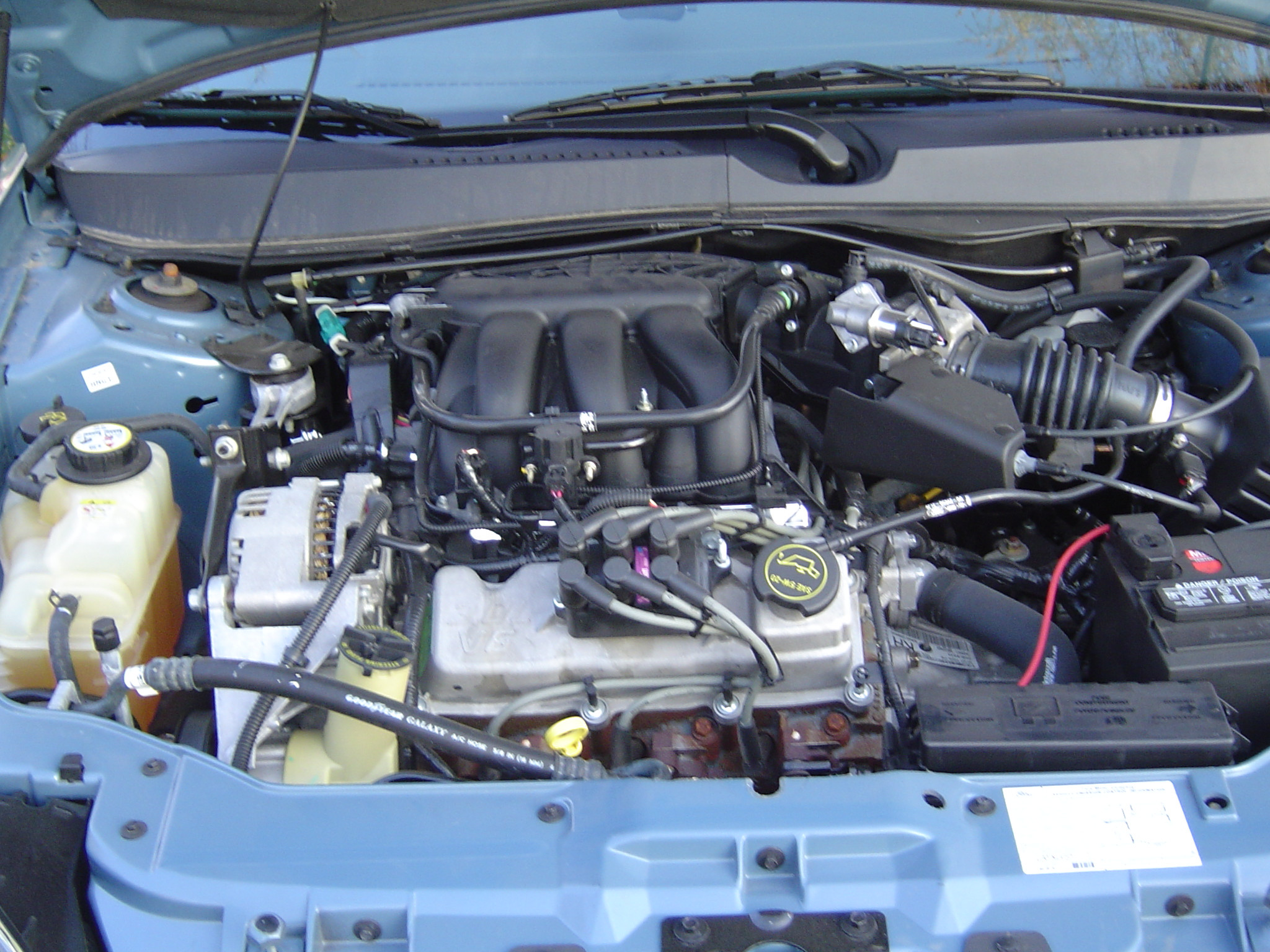
Motor Vulcan V6 flexible equipat en un Ford Taurus SE del 2005

El motor Ford Vulcan V6 és un motor OHV de 6 cilindres en V fabricat per Ford Motor Company. Va ser usat per primer cop, l'any 1986, amb el Ford Taurus i el Mercury Sable. A partir del 1988 esdevindrà el motor base del Taurus (fins aquell moment era en opció). També el van equipar el Ford Probe, el Tempo, Aerostar, Windstar, Ranger i els Mercury Topaz i Mazda B3000; en aquesta última, juntament amb el Ford Ranger substitueix al Motor Cologne 2.9.
Aquest motor, de 6 cilindres en V a 60º, de tipus pushrod té un cubicatge de 3.0 L (2982 cc / 182 in³) i va ser fabricat a les planta de Lima, Ohio, amb components subministrats per altres fabricants (el bloc per exemple és de Sherwood Metal Products). El diàmetre (bore) és de 88,9 mm i la carrera (stroke) és de 80 mm. Tant el bloc com la culata són d'acer; té 2 vàlvules per cilindre i va ser dissenyat per usar un sistema d'injecció electrònica (no en havia cap versió de carburació) i, també, va oferir-se una versió Flexifuel, que podia funcionar amb gasolina o E85.
El 1991 el motor rep alguns canvis: reducció de la fricció del motor (pistons de baixa fricció i un arbre de lleves nou), un bloc reforçat i altres canvis, que van deixar la potència del motor a 145 cv i 216 N·m. El 1998 rep noves millores, com una nova culata, canvis en la gestió de motor i canvis en l'arbre de lleves, van portar a que el nou motor tingui un rendiment de 155 cv i 251 N·m.
El motor gaudeix d'una bona reputació en tems de fiabilitat, i no és gens estrany que hi hagi motors funcionant a ple rendiment amb 300.000 milles (482.000 km) i més.

## Vehicles que equipen aquest motor
Aquest motor l'han equipat els següents vehicles:
- 1986-1997 Ford Aerostar
- 1986-2007 Ford Taurus
- 1986-2005 Mercury Sable
- 1990-1992 Ford Probe
- 1991-actualitat Ford Ranger
- 1992-1994 Ford Tempo
- 1992-1994 Mercury Topaz
- 1994-actualitat Mazda B3000
- 1995-2003 Ford Windstar